# Orthocis lucasi
Orthocis lucasi är en skalbaggsart som först beskrevs av Abeille de Perrin 1874.  Orthocis lucasi ingår i släktet Orthocis, och familjen trädsvampborrare. Arten har ej påträffats i Sverige.